# SOSEMANUK
SOSEMANUK ist eine Stromverschlüsselung, die 2008 von Côme Berbain, Olivier Billet, Anne Canteaut, Nicolas Courtois, Henri Gilbert, Louis Goubin, Aline Gouget, Louis Granboulan, Cédric Lauradoux, Marine Minier, Thomas Pornin und Hervé Sibert entwickelt wurde. Im europäischen Projekt eSTREAM ist SOSEMANUK einer der Finalisten (Profil 1 – Software-Anwendungen). Der Algorithmus ist frei von Patenten. Der Name bedeutet Schneeschlange in der Sprache der Cree-Indianer.

## Eigenschaften
SOSEMANUK ist eine Weiterentwicklung der Stromchiffre SNOW 2.0, die Schlüsselexpansion orientiert sich außerdem an der Blockchiffre Serpent. Die Schlüssellänge ist variabel zwischen 128 Bit und 256 Bit, wobei für alle Schlüssel nur eine Sicherheit von 128 Bit reklamiert wird.
Die Auswahl von SOSEMANUK im eSTREAM-Verfahren wurde vor allem mit der hohen Sicherheitsmarge begründet.